# Українська католицька церква Успіння Пресвятої Богородиці (Централія)
Українська католицька церква Успіння Пресвятої Богородиці (англ. The Assumption of the Blessed Virgin Mary Ukrainian Catholic Church) — українська греко-католицька церква в місті Централія, штат Пенсільванія, США. Ця споруда — остання церква, що залишилася в Централії, яка була значною мірою покинута після гірничої аварії, яка зробила більшу частину міста небезпечною.

## Історія
Церква була побудована в 1911 році, в цей час Централія була процвітаючою громадою з видобутку вугілля. Багато шахтарів та шахтарських родин, які збудували церкву, були вихідцями зі Східної Європи. У травні 1962 року у вугільних пластах під Централією спалахнула шахтна пожежа, що призвела до того, що більшість населення покинула місто протягом наступних десятиліть. Попри постійно палаючі пожежі (які, як очікується, триватимуть сотні років), Українська католицька церква Успіння Пресвятої Богородиці залишилася відкритою. У 1987 році огляд споруди встановив, що вона була побудована поверх скелі, а не пластів вугілля, і тому плани щодо зносу церкви були скасовані. Наполегливість громади здобула славу і церква стала неофіційним місцем паломництва для українських католиків. У 2015 році Верховний архієпископ Святослав (Шевчук) офіційно оголосив церкву місцем паломництва.